# Aeropuerto de Milán-Linate
El Aeropuerto Internacional de Linate (IATA: LIN, OACI: LIML), cuyo nombre oficial es Aeropuerto Internacional Enrico Forlanini, es el aeropuerto metropolitano de Milán, Italia. Debido a su cercanía con el centro de Milán, es utilizado principalmente para el tráfico nacional e internacional de corto alcance, con más de 9,6 millones de pasajeros en 2006. El nombre se debe al pequeño pueblo en el cual se encuentra ubicado. Su nombre oficial es un homenaje a Enrico Forlanini, un inventor italiano y pionero de la aviación nacido en Milán. Los edificios del aeropuerto están localizados en la municipalidad de Segrate, y la pista está construida en su mayor parte en la municipalidad de Peschiera Borromeo. Fue construida en los años 30 (y completamente reconstruida en los 50 y en los 80), cuando el Aeropuerto de Taliedo (ubicado al sur de Milán, 1 km dentro de los límites de Milán, y uno de los primeros aeródromos del mundo y luego aeropuerto) se volvió demasiado pequeño para el tráfico comercial.
Otro aeropuerto más grande para la ciudad de Milán es el Aeropuerto Internacional de Malpensa. Ambos están conectados por autopistas y servicios de autobús. El tercer aeropuerto en el área del Gran Milán es el Aeropuerto Internacionacional de Orio al Serio, localizado 1 km hacia el este de Bérgamo, 42 km al este de Milán.

## Incidentes y accidentes
El Aeropuerto Internacional de Linate fue el lugar donde ocurrió el Desastre del aeropuerto de Linate, el 8 de octubre de 2001, cuando el vuelo 686 de Scandinavian Airlines, que tenía como destino el Aeropuerto de Kastrup en Copenhague, chocó con un Cessna 525 CitationJet que, debido a la niebla, en forma inadvertida había ingresado a una pista que ya estaba en uso. Los 110 ocupantes del avión escandinavo fallecieron, así como los 4 del jet privado y 4 trabajadores de tierra.

## Aerolíneas y destinos

### Destinos nacionales
| Ciudades          | Nombre del aeropuerto                         | Aerolíneas                                    | Aeronaves | Frecuencias semanales |
| Italia            | Italia                                        | Italia                                        | Italia    | Italia                |
| ----------------- | --------------------------------------------- | --------------------------------------------- | --------- | --------------------- |
| Alguer            | Aeropuerto de Alghero-Fertilia                | ITA Airways                                   | A         |                       |
| Ancona            | Aeropuerto de Ancona-Falconara                | AeroItalia (finaliza 30 de marzo de 2024)     |           |                       |
| Bari              | Aeropuerto de Bari-Palese                     | ITA Airways                                   | A         |                       |
| Brindisi          | Aeropuerto de Brindisi                        | ITA Airways                                   | A         |                       |
| Cagliari          | Aeropuerto de Cagliari-Elmas                  | ITA Airways Volotea                           | A A3xxceo |                       |
| Catania           | Aeropuerto de Catania-Fontanarossa            | ITA Airways Wizz Air                          | A A32x    |                       |
| Comiso            | Aeropuerto de Comiso                          | AeroItalia (inicia 30 de marzo de 2024)       |           |                       |
| Foggia            | Aeropuerto de Foggia                          | Lumiwings                                     |           |                       |
| Lamezia Terme     | Aeropuerto Internacional de Lamezia Terme     | ITA Airways                                   | A         |                       |
| Lampedusa         | Aeropuerto de Lampedusa                       | ITA Airways (Estacional) Volotea (Estacional) | A A3xxceo |                       |
| Nápoles           | Aeropuerto de Nápoles-Capodichino             | ITA Airways                                   | A         |                       |
| Olbia             | Aeropuerto de Olbia-Costa Smeralda            | AeroItalia Volotea                            | A3xxceo   |                       |
| Palermo           | Aeropuerto de Palermo-Punta Raisi             | ITA Airways                                   | A         |                       |
| Pantelleria       | Aeropuerto de Pantelleria                     | ITA Airways (Estacional) Volotea (Estacional) | A A3xxceo |                       |
| Regio de Calabria | Aeropuerto de Reggio di Calabria              | ITA Airways                                   | A         |                       |
| Roma              | Aeropuerto de Roma-Fiumicino                  | ITA Airways                                   | A         |                       |
| Trieste           | Aeropuerto de Trieste - Friuli Venezia Giulia | ITA Airways                                   | A         |                       |

### Destinos internacionales
| Ciudades por países  | Nombre del aeropuerto                                   | Aerolíneas                                                        | Aeronaves | Frecuencias semanales |
| Europa               | Europa                                                  | Europa                                                            | Europa    | Europa                |
| -------------------- | ------------------------------------------------------- | ----------------------------------------------------------------- | --------- | --------------------- |
| Alemania             |                                                         |                                                                   |           |                       |
| Berlín               | Aeropuerto de Berlín-Schönefeld                         | easyJet Europe                                                    | A3xx      |                       |
| Düsseldorf           | Aeropuerto Internacional de Düsseldorf                  | ITA Airways                                                       | A         |                       |
| Fráncfort del Meno   | Aeropuerto de Fráncfort del Meno                        | ITA Airways Lufthansa                                             | A         |                       |
| Hamburgo             | Aeropuerto de Hamburgo                                  | ITA Airways (Estacional)                                          | A         |                       |
| Rostock              | Aeropuerto de Rostock-Laage                             | ITA Airways (Chárter estacional)                                  | A         |                       |
| Stuttgart            | Aeropuerto de Stuttgart                                 | ITA Airways                                                       | A         |                       |
| Bélgica              |                                                         |                                                                   |           |                       |
| Bruselas             | Aeropuerto de Bruselas-National                         | ITA Airways Brussels Airlines                                     | A A3xx    |                       |
| España               |                                                         |                                                                   |           |                       |
| Barcelona            | Aeropuerto Josep Tarradellas Barcelona-El Prat          | Vueling (reinicia 31 de marzo de 2024)                            | A3xx      |                       |
| Ibiza                | Aeropuerto de Ibiza                                     | ITA Airways (Estacional)                                          | A         |                       |
| Madrid               | Aeropuerto de Madrid-Barajas                            | Iberia                                                            | A3xx      |                       |
| Menorca              | Aeropuerto de Menorca                                   | ITA Airways (Estacional)                                          | A         |                       |
| Finlandia            |                                                         |                                                                   |           |                       |
| Helsinki             | Aeropuerto de Helsinki-Vantaa                           | Finnair                                                           |           |                       |
| Francia              |                                                         |                                                                   |           |                       |
| Calvi                | Aeropuerto de Calvi-Sainte Catherine                    | Air Corsica (Estacional)                                          |           |                       |
| Figari               | Aeropuerto de Figari-Sud Corse                          | Air Corsica (Estacional)                                          |           |                       |
| París                | Aeropuerto de París-Charles de Gaulle                   | Air France ITA Airways easyJet Europe                             | A A3xx    |                       |
| París                | Aeropuerto de Paris-Orly                                | ITA Airways easyJet Europe                                        | A A3xx    |                       |
| Grecia               |                                                         |                                                                   |           |                       |
| Corfú                | Aeropuerto Internacional de Corfú-Ioannis Kapodistrias  | ITA Airways (Estacional)                                          | A         |                       |
| Heraclión            | Aeropuerto Internacional de Heraclión Nikos Kazantzakis | ITA Airways (Estacional)                                          | A         |                       |
| Rodas                | Aeropuerto Internacional de Rodas-Diágoras              | ITA Airways (Estacional)                                          | A         |                       |
| Irlanda              |                                                         |                                                                   |           |                       |
| Dublín               | Aeropuerto de Dublín                                    | Aer Lingus                                                        | A3xx      |                       |
| Luxemburgo           |                                                         |                                                                   |           |                       |
| Ciudad de Luxemburgo | Aeropuerto de Luxemburgo                                | Luxair                                                            |           |                       |
| Malta                |                                                         |                                                                   |           |                       |
| La Valeta            | Aeropuerto Internacional de Malta                       | ITA Airways (Estacional) KM Malta Airlines                        | A A32x    |                       |
| Países Bajos         |                                                         |                                                                   |           |                       |
| Ámsterdam            | Aeropuerto de Ámsterdam-Schiphol                        | ITA Airways easyJet Europe KLM                                    | A A3xx    |                       |
| Reino Unido          |                                                         |                                                                   |           |                       |
| Londres              | Aeropuerto de la Ciudad de Londres                      | ITA Airways British Airways operado por BA CityFlyer (Estacional) | A E-190   |                       |
| Londres              | Aeropuerto de Londres-Gatwick                           | easyJet                                                           | A3xx      |                       |
| Londres              | Aeropuerto de Londres-Heathrow                          | ITA Airways (finaliza 30 de marzo de 2024) British Airways        | A         |                       |
| Suecia               |                                                         |                                                                   |           |                       |
| Estocolmo            | Aeropuerto de Estocolmo-Arlanda                         | SAS                                                               |           |                       |

## Estadísticas

El Metro de Milán para en la Estación Linate Aeroporto

Ver fuente y consulta Wikidata.